# Tephrosia clementii
Tephrosia clementii är en ärtväxtart som beskrevs av Sidney Alfred Skan. Tephrosia clementii ingår i släktet Tephrosia och familjen ärtväxter. Inga underarter finns listade i Catalogue of Life.